# Lamprechtsofen
Jeskyně Lamprechtsofen je velký jeskynní systém v pohoří Leoganger Steinberge ve rakouské spolkové zemi Salcbursko. Jde o nejdelší jeskyni v Salcbursku a jednu z nejhlubších jeskyní na světě.

## Popis
Vstup do jeskyně se nachází u silnice spojující Lofer a Saalfelden. Délka jeskyně je okolo 50 km a hloubka jeskynních prostor je 1632 m (v současnosti čtvrtá nejhlubší jeskyně na světě po jeskyni Voronija v Abcházii). 700 m chodeb v téměř nejspodnější části jeskyně je přístupných veřejnosti, základní prohlídka po návštěvní trase je bez průvodce. Jde o stále aktivní podzemní říční systém, proto při silném dešti či tání sněhu může být část jeskyně zaplavena. Teplota vzduchu v přístupné části jeskyně je cca 4–6 °C.

## Historie
Vchod do jeskyně byl znám po staletí, zpřístupněna veřejnosti byla v roce 1905.